# 1990 RQ8
1990 RQ8 är en asteroid i huvudbältet som upptäcktes den 15 september 1990 av den belgiske astronomen Henri Debehogne vid La Silla-observatoriet.
Asteroiden har en diameter på ungefär 8 kilometer och den tillhör asteroidgruppen Themis.